# Senebhenaes

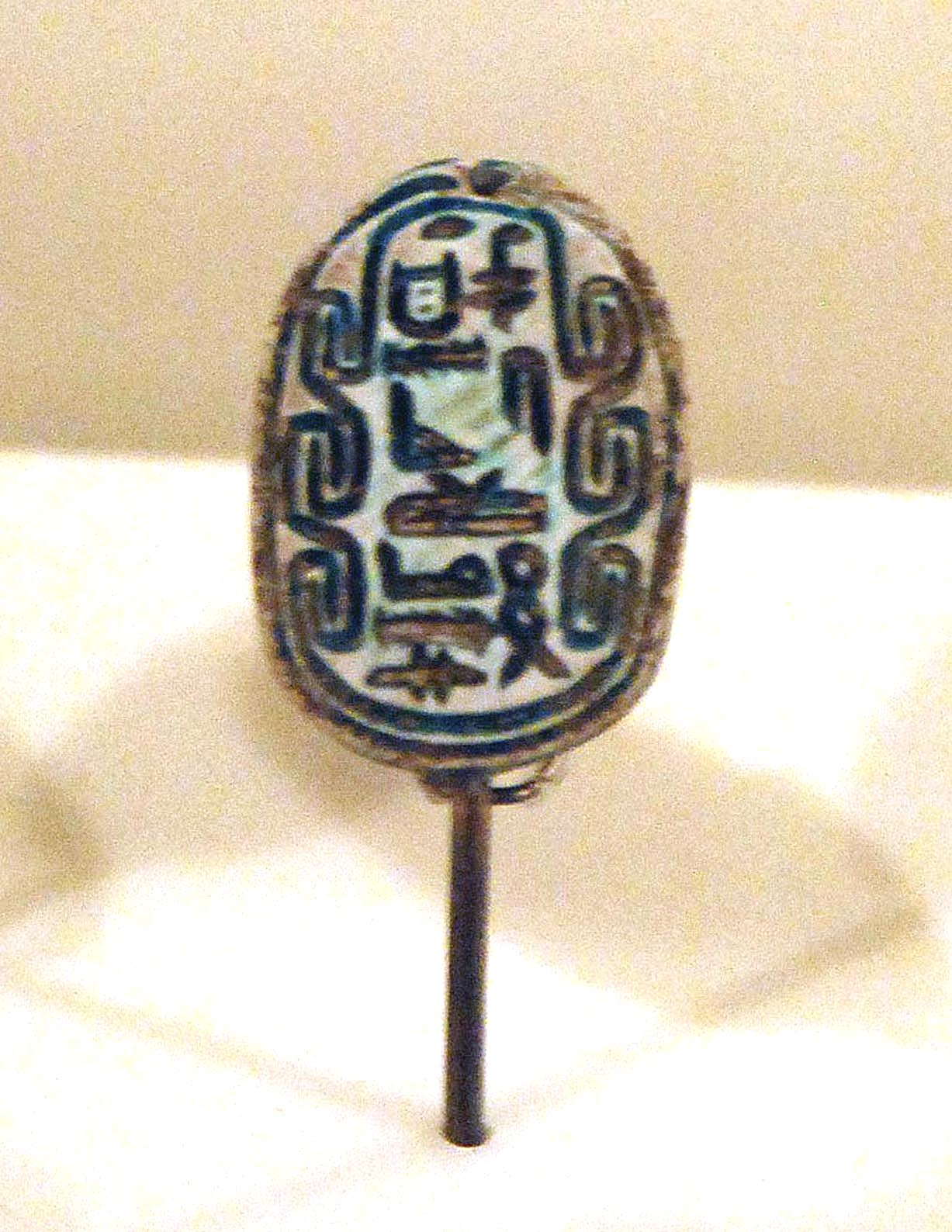
Skarabäus einer Königin Senebhenaes

Senebhenaes war eine altägyptische Königin der 13. Dynastie. Sie ist bisher mit Sicherheit nur von einer Felsinschrift aus dem Wadi el-Hôl bekannt, die die Familie von König Sechem-Re sewadj-taui Sobekhotep nennt. Dort trägt sie auch den Titel Die mit der Weißen Krone vereinigt ist und erscheint  als die Hauptgemahlin des Königs. Es gibt diverse Skarabäen einer Königin mit dem Namen Senebhenaes, doch ist der Name häufig, so dass eine Identifizierung unsicher ist.